# カラカス地下鉄

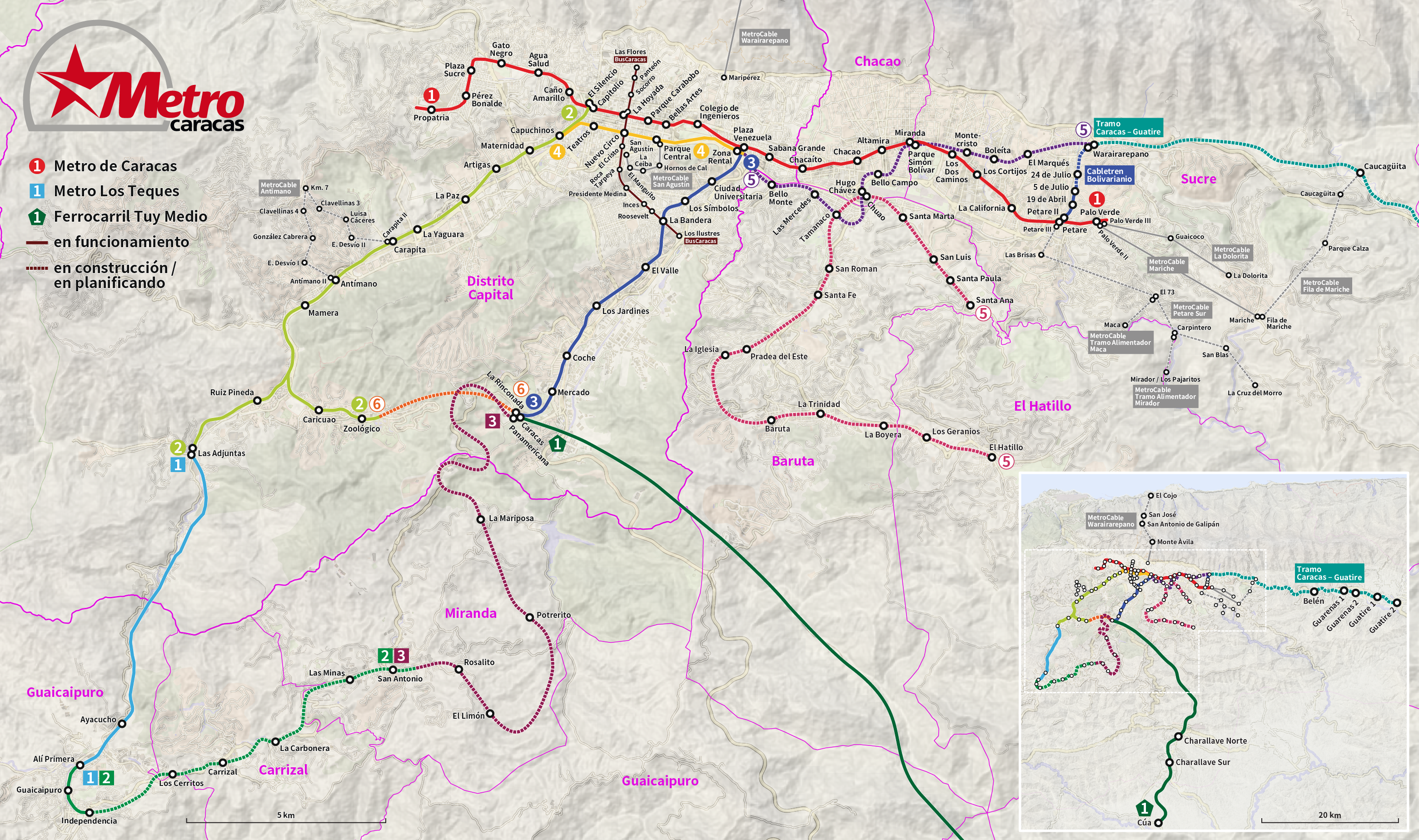
カラカスの鉄道計画路線図

カラカス地下鉄（カラカスちかてつ、Metro de Caracas）は、ベネズエラの首都カラカスの地下鉄である。4路線・総延長は52.4km。最初の路線の開業は1983年で、地下鉄を運営するカラカス地下鉄公社は地下鉄路線の他にメトロバスという路線バスも運営する。5色（上から朱、橙、黄緑、青、黒）の横線を車体（地下鉄とバス）のデザインに用いることが特徴である。ここでは、運営会社が同じメトロバスについても記述する。

## 歴史
カラカスの都市交通に地下鉄を導入しようという計画は、1930年代から存在したが、長い間実現に移されなかった。従来のカラカスの公共交通機関は路線バスが主力であり、市内の道路の整備とともに路線も拡大したが、1960年代になると人口増加と自家用車の普及にともない、道路の渋滞が深刻になっていた。
地下鉄の建設計画は1968年に立てられ、工事が始まり、1983年1月2日に1号線が開業した。最初の区間はプロパトリア駅からラ・オジャーダ駅までの8駅で、同年3月にラ・オジャーダ駅とチャカイート駅の間の7駅が路線の延伸にあわせて開業した。工事にはベネズエラとアメリカ合衆国の多数の企業が携わり、車両はフランスで製造された。この1号線の工事は東に向かってなお続き、1989年にはパロ・ベルデ駅まで開業した。
1号線建設中の1977年にカピトリオ駅から南に下る2号線の建設が決定した。これは、東にラス・アドフンタス駅、西にソーロヒコ駅、北にラパス駅までの三叉線として建設され1987年に開業した。翌1988年に、ラパス駅からエル・シレンシオ駅まで延伸開通し、エル・シレンシオの至近にあるカピトリオ駅との連絡により、1号線と2号線が接続した。
1994年には、プラサ・ベネスエラ駅からエル・バジェ駅までの3号線が開業した。プラサ・ベネスエラ駅の構内で1号線と接続する。
2006年には、プラサ・ベネスエラ駅の至近に新設されたソナレンタル駅と2号線のカプチノス駅を結ぶ4号線が開業した。同年に開業した近郊鉄道であるロステケス鉄道はカラカス地下鉄とは別の公社が運営し、2号線のラス・アドフンタス駅から南にロス・テケスまで運行。また、3号線のラ・リンコナーダ駅は国鉄の近郊電車のターミナル駅と合体している。
現在は4号線の延伸工事が行われているほか、別路線にもさまざまな延伸計画がある。
2010年にはカラカス地下鉄公社が運営するロープウェイのメトロカブレ・デ・カラカスが、2013年には新交通システムであるカブレトレン・ボリバリアノが開通した。

## 年表
- 1968年 地下鉄建設計画が発足し、年内に議会の承認を得る。
- 1983年1月2日 1号線開業。プロパトリア - ラ・オジャーダ間。
- 1983年3月 1号線がラ・オジャーダからチャカイートに延長。
- 1987年10月4日 2号線開業。ラスアドフンタス・ソーロヒコ・ラパス間。
- 1988年4月23日 1号線がチャカイートからロス・ドス・カミーノスに延長。
- 1989年11月19日 2号線がロス・ドス・カミーノスからパロ・ベルデに延長。
- 1994年12月18日 3号線開業。プラサ・ベネスエラ - エル・バジェ間。
- 2006年7月18日 4号線開業。カプチノス - ソナレンタル間。
- 2006年10月15日 3号線がラ・リンコナーダ駅まで延伸。

## 路線
地下鉄は1号線・2号線・4号線が7両編成、3号線が6両編成で運行されている。
| 路線 | 路線                         | 区間                                                                       | 駅数 | 距離     | 開通日         | 方式           | 運営                      |
| ---- | ---------------------------- | -------------------------------------------------------------------------- | ---- | -------- | -------------- | -------------- | ------------------------- |
|      | 1号線                        | プロパトリア駅 - パロ・ベルデ駅                                            | 22   | 20.4 km  | 1983年1月2日   | 地下鉄         | カラカス地下鉄公社        |
|      | 2号線                        | エル・シレンシオ駅 - ラス・アドフンタス駅 / ソーロヒコ駅                   | 13   | 17.8 km  | 1987年10月4日  | 地下鉄         | カラカス地下鉄公社        |
|      | 3号線                        | プラサ・ベネスエラ駅 - ラ・リンコナーダ駅                                  | 9    | 10.35 km | 1994年12月18日 | 地下鉄         | カラカス地下鉄公社        |
|      | 4号線                        | カプチノス駅 - ソナレンタル駅                                              | 5    | 5.5 km   | 2006年8月1日   | 地下鉄         | カラカス地下鉄公社        |
|      | 5号線                        | ワライラレパノ駅 - ミランダ/ウーゴ・チャベス駅                             | 10   | 14.3 km  | 2016年開通予定 | 地下鉄         | グアレナス-グアティレ鉄道 |
|      | グアレナス-グアティレ LRT線  | ワライラレパノ駅 - グアティレII駅                                          | 11   | 31.4 km  | 2016年開通予定 | LRT            | グアレナス-グアティレ鉄道 |
|      | カブレトレン・ボリバリアノ線 | 7月5日駅 - ペタレII駅                                                      | 3    | 2.1 km   | 2013年8月14日  | 新交通システム | カラカス地下鉄公社        |
|      | メトロケーブル               | サン・アグスティン駅 - パルケ・セントラル駅・パロ・ヴェルデ駅 - マリチェ駅 | 7    | 6.64 km  | 2010年1月20日  | ロープウェイ   | カラカス地下鉄公社        |

## 地下鉄車両
アルストム製の車両（7両編成と6両編成）とCAF製の車両（同じく7両編成と6両編成）が導入されている。

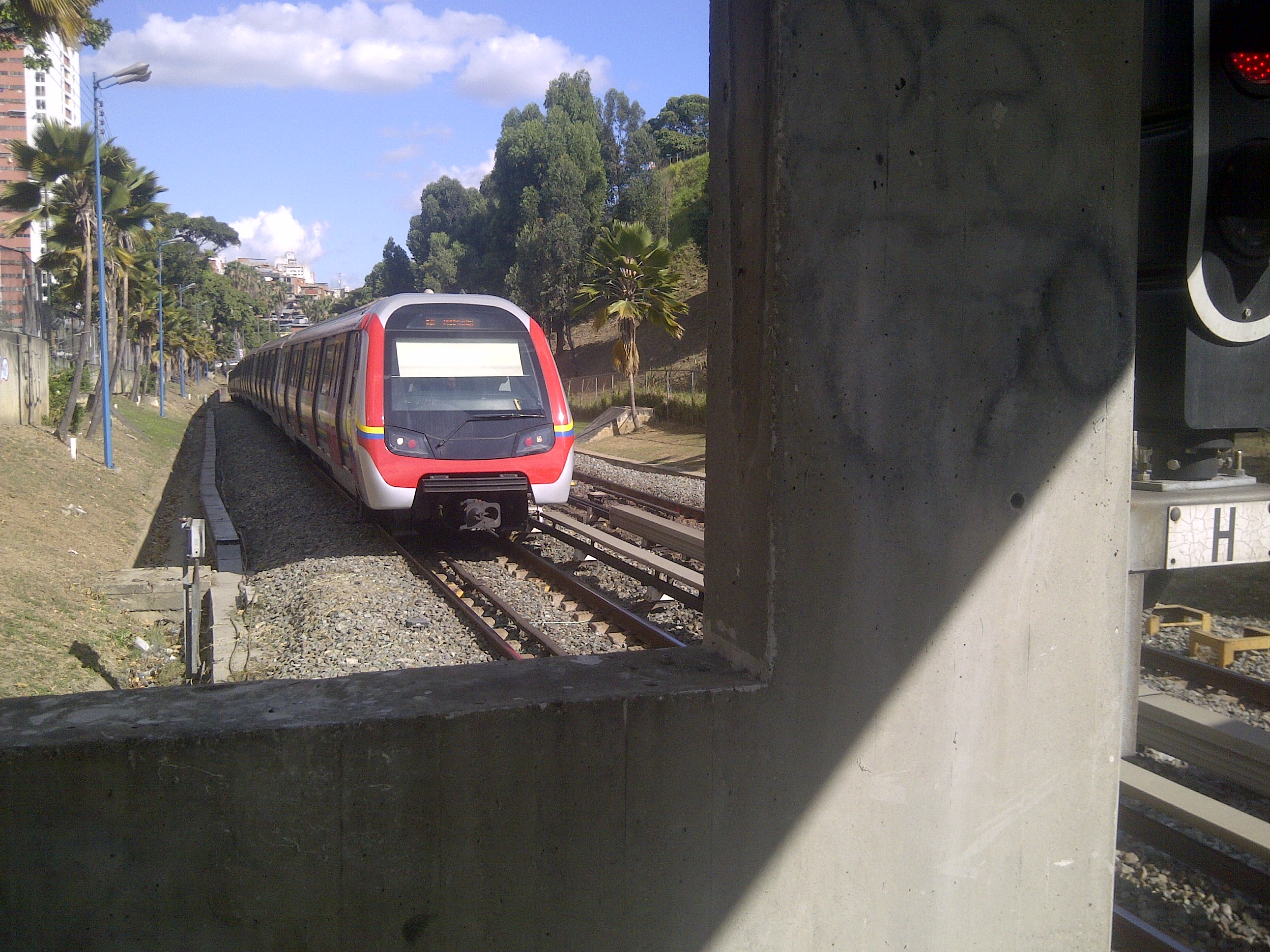
CAF製の車両

## ロープウェイ

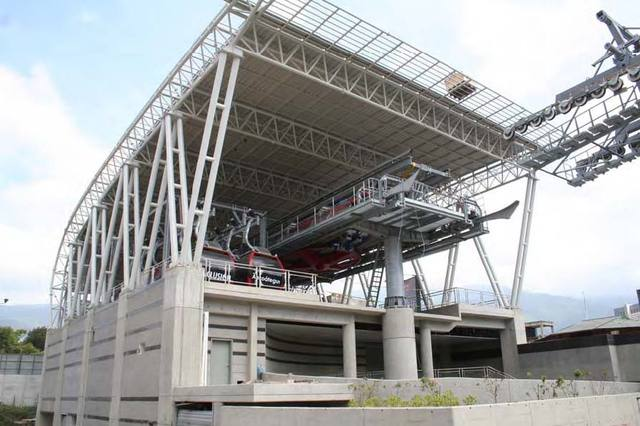
ロープウェイのメトロケーブル

ロープウェイのメトロケーブルの運営は地下鉄と同じであり、市内交通に組み入られている。

## メトロバス

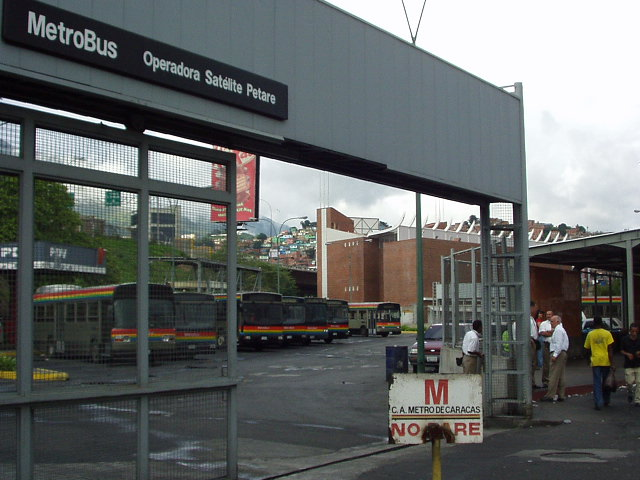
メトロバスのターミナル（2004年8月）

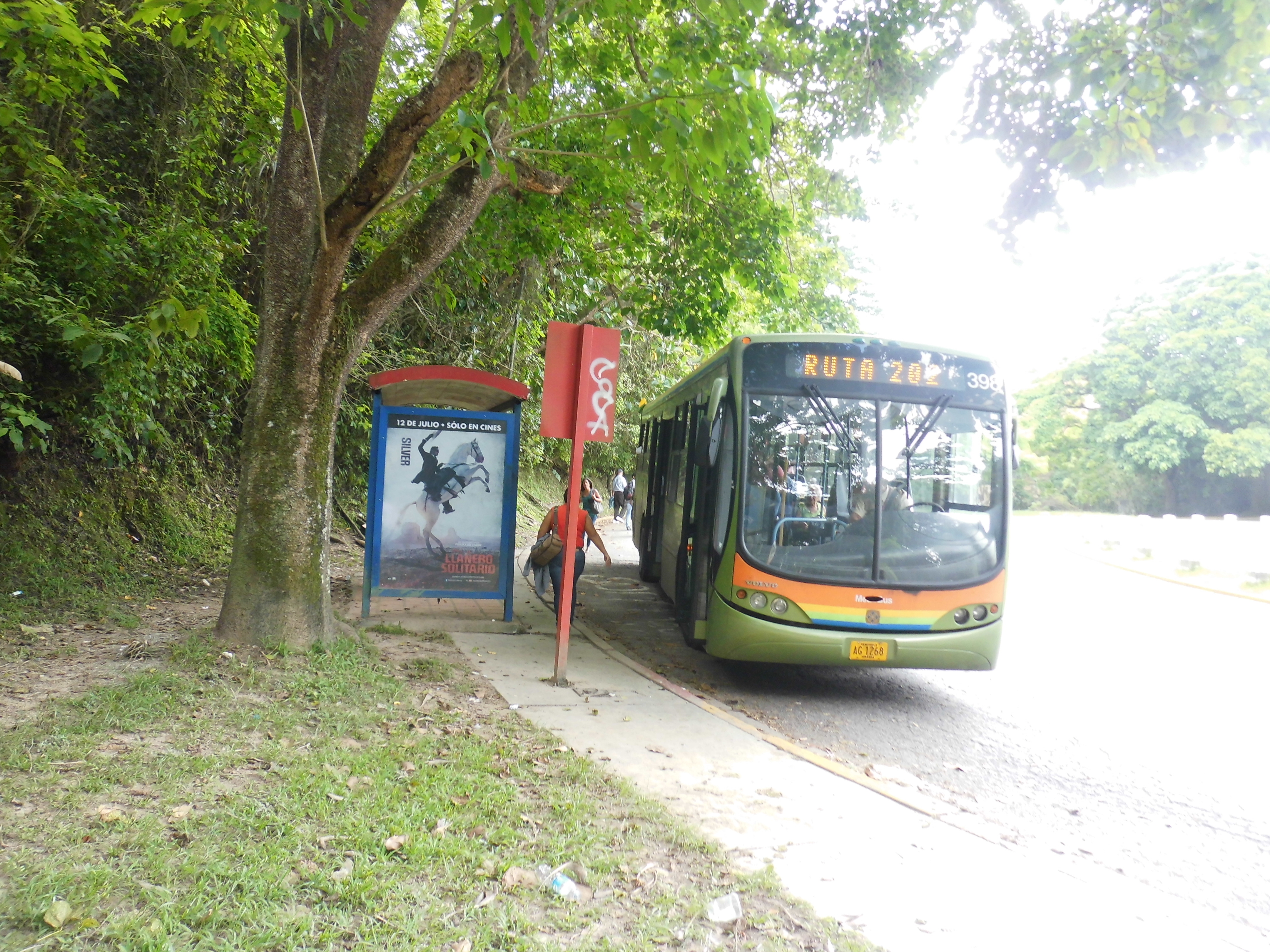
メトロバス（2013年）

カラカス地下鉄は、地下鉄駅と接続する路線バスであるメトロバスを運行している。整備されたバス停を持ち、路線図を公開・掲示している。メトロバスは地下鉄と連絡する統合切符しか発売（設定）されておらず、バスだけの運賃は設定されていない。この統合切符の運賃は他の民間会社の路線バスの運賃と大差はない。

## 利用状況
地下鉄・メトロバスともに細かな時刻表は公表されていないが、午前5時30分から午後11時まで運行されており（2004年）、地下鉄は数分ごとに運行されるが、メトロバスはバスの定員が埋まるまで発車しない仕組みとなっている。
地下鉄の電車は冷房付きであり、駅構内及び車内での飲食は禁止されている。駅構内に公衆便所は設置されていない。
地下鉄の運賃は2006年6月30日の時点で距離無制限・1回券が500ボリバル、距離無制限・10回券が4500ボリバルである。